# Campeonato Neerlandés de Fútbol 1947-48
El Campeonato Neerlandés de Fútbol 1947/48 fue la 59.ª edición del campeonato de fútbol de los Países Bajos. Participaron 66 equipos divididos en seis divisiones. El campeón nacional sería determinado por un grupo final formado con los ganadores de las divisiones de fútbol del este, norte, dos del sur y dos del oeste. BVV Den Bosch ganó el campeonato de este año.

## Divisiones

### Eerste Klasse Este
|    | Club             | PJ | PG | PE | PP | GF | GC | Pts | DG  |                                           |
| -- | ---------------- | -- | -- | -- | -- | -- | -- | --- | --- | ----------------------------------------- |
| 1  | Go Ahead         | 20 | 11 | 6  | 3  | 40 | 23 | 28  | +17 | Clasificado al grupo final por el título. |
| 2  | Quick Nijmegen   | 20 | 9  | 9  | 2  | 41 | 20 | 27  | +21 |                                           |
| 3  | AGOVV Apeldoorn  | 20 | 9  | 4  | 7  | 36 | 23 | 22  | +13 |                                           |
| 4  | Heracles         | 20 | 9  | 4  | 7  | 32 | 27 | 22  | +5  |                                           |
| 5  | FC Wageningen    | 20 | 9  | 4  | 7  | 28 | 32 | 22  | -4  |                                           |
| 6  | NEC Nijmegen     | 20 | 8  | 4  | 8  | 37 | 35 | 20  | +2  |                                           |
| 7  | SC Enschede      | 20 | 8  | 3  | 9  | 46 | 44 | 19  | +2  |                                           |
| 8  | Enschedese Boys  | 20 | 5  | 9  | 6  | 27 | 35 | 19  | -8  |                                           |
| 9  | Zwolsche Boys    | 20 | 5  | 8  | 7  | 29 | 30 | 18  | -1  |                                           |
| 10 | Be Quick Zutphen | 20 | 5  | 4  | 11 | 34 | 53 | 14  | -19 |                                           |
| 11 | Vitesse          | 20 | 3  | 3  | 14 | 23 | 51 | 9   | -28 | Descendido.                               |

PJ = Partidos jugados; PG = Partidos ganados; PE = Partidos empatados; PP = Partidos perdidos; GF = Goles a favor; GC = Goles en contra; Pts = Puntos; DG = Diferencia de goles

### Eerste Klasse Norte
|    | Club            | PJ | PG | PE | PP | GF | GC | Pts | DG  |                                           |
| -- | --------------- | -- | -- | -- | -- | -- | -- | --- | --- | ----------------------------------------- |
| 1  | sc Heerenveen   | 20 | 18 | 0  | 2  | 83 | 23 | 36  | +60 | Clasificado al grupo final por el título. |
| 2  | Be Quick 1887   | 20 | 16 | 1  | 3  | 71 | 24 | 33  | +47 |                                           |
| 3  | GVAV Rapiditas  | 20 | 9  | 6  | 5  | 43 | 36 | 24  | +7  |                                           |
| 4  | LAC Frisia 1883 | 20 | 8  | 6  | 6  | 31 | 34 | 22  | -3  |                                           |
| 5  | HSC             | 20 | 8  | 4  | 8  | 40 | 39 | 20  | +1  |                                           |
| 6  | Velocitas 1897  | 20 | 7  | 4  | 9  | 28 | 33 | 18  | -5  |                                           |
| 7  | Sneek Wit Zwart | 20 | 5  | 8  | 7  | 32 | 45 | 18  | -13 |                                           |
| 8  | FC Emmen        | 20 | 5  | 4  | 11 | 22 | 43 | 14  | -19 |                                           |
| 9  | VV Leeuwarden   | 20 | 4  | 5  | 11 | 26 | 46 | 13  | -20 |                                           |
| 10 | Achilles 1894   | 20 | 3  | 7  | 10 | 27 | 50 | 13  | -23 |                                           |
| 11 | Veendam         | 20 | 2  | 5  | 13 | 26 | 56 | 9   | -30 | Descendido.                               |

PJ = Partidos jugados; PG = Partidos ganados; PE = Partidos empatados; PP = Partidos perdidos; GF = Goles a favor; GC = Goles en contra; Pts = Puntos; DG = Diferencia de goles

### Eerste Klasse Sur-I
|    | Club           | PJ | PG | PE | PP | GF | GC | Pts | DG  |                                           |
| -- | -------------- | -- | -- | -- | -- | -- | -- | --- | --- | ----------------------------------------- |
| 1  | BVV Den Bosch  | 20 | 12 | 3  | 5  | 58 | 21 | 27  | +37 | Clasificado al grupo final por el título. |
| 2  | FC Eindhoven   | 20 | 10 | 6  | 4  | 38 | 29 | 26  | +9  |                                           |
| 3  | Willem II      | 20 | 10 | 5  | 5  | 47 | 35 | 25  | +12 |                                           |
| 4  | Sittardse Boys | 20 | 8  | 7  | 5  | 29 | 25 | 23  | +4  |                                           |
| 5  | Juliana        | 20 | 8  | 5  | 7  | 49 | 41 | 21  | +8  |                                           |
| 6  | Maurits        | 20 | 8  | 5  | 7  | 39 | 42 | 21  | -3  |                                           |
| 7  | De Spechten    | 20 | 7  | 4  | 9  | 36 | 48 | 18  | -12 |                                           |
| 8  | LONGA          | 20 | 5  | 5  | 10 | 37 | 52 | 15  | -15 |                                           |
| 9  | Baronie/DNL    | 20 | 5  | 5  | 10 | 35 | 51 | 15  | -16 |                                           |
| 10 | VV TSC         | 20 | 5  | 5  | 10 | 37 | 54 | 15  | -17 |                                           |
| 11 | HVV Helmond    | 20 | 5  | 4  | 11 | 35 | 42 | 14  | -7  |                                           |

PJ = Partidos jugados; PG = Partidos ganados; PE = Partidos empatados; PP = Partidos perdidos; GF = Goles a favor; GC = Goles en contra; Pts = Puntos; DG = Diferencia de goles

### Eerste Klasse Sur-II
|    | Club           | PJ | PG | PE | PP | GF | GC | Pts | DG  |                                           |
| -- | -------------- | -- | -- | -- | -- | -- | -- | --- | --- | ----------------------------------------- |
| 1  | PSV Eindhoven  | 20 | 14 | 2  | 4  | 49 | 22 | 30  | +27 | Clasificado al grupo final por el título. |
| 2  | NAC            | 20 | 12 | 2  | 6  | 47 | 31 | 26  | +16 |                                           |
| 3  | SC Emma        | 20 | 10 | 4  | 6  | 34 | 27 | 24  | +7  |                                           |
| 4  | MVV Maastricht | 20 | 11 | 2  | 7  | 35 | 28 | 24  | +7  |                                           |
| 5  | NOAD           | 20 | 10 | 4  | 6  | 27 | 27 | 24  | 0   |                                           |
| 6  | Limburgia      | 20 | 9  | 5  | 6  | 36 | 25 | 23  | +11 |                                           |
| 7  | Bleijerheide   | 20 | 9  | 3  | 8  | 52 | 44 | 21  | +8  |                                           |
| 8  | VV Brabantia   | 20 | 6  | 6  | 8  | 29 | 33 | 18  | -4  |                                           |
| 9  | VVV Venlo      | 20 | 5  | 2  | 13 | 33 | 42 | 12  | -9  |                                           |
| 10 | SC Helmondia   | 20 | 4  | 4  | 12 | 26 | 47 | 12  | -21 |                                           |
| 11 | VC Vlissingen  | 20 | 2  | 2  | 16 | 16 | 58 | 6   | -42 | Descendido.                               |

PJ = Partidos jugados; PG = Partidos ganados; PE = Partidos empatados; PP = Partidos perdidos; GF = Goles a favor; GC = Goles en contra; Pts = Puntos; DG = Diferencia de goles

### Eerste Klasse Oeste-I
|    | Club            | PJ | PG | PE | PP | GF | GC | Pts | DG  |                                           |
| -- | --------------- | -- | -- | -- | -- | -- | -- | --- | --- | ----------------------------------------- |
| 1  | HFC Haarlem     | 20 | 11 | 6  | 3  | 52 | 25 | 28  | +27 | Clasificado al grupo final por el título. |
| 2  | Xerxes          | 20 | 10 | 7  | 3  | 50 | 30 | 27  | +20 |                                           |
| 3  | AFC Ajax        | 20 | 7  | 7  | 6  | 38 | 31 | 21  | +7  |                                           |
| 4  | VSV             | 20 | 8  | 4  | 8  | 46 | 47 | 20  | -1  |                                           |
| 5  | HVV 't Gooi     | 20 | 7  | 5  | 8  | 36 | 33 | 19  | +3  |                                           |
| 6  | Hermes DVS      | 20 | 6  | 7  | 7  | 38 | 39 | 19  | -1  |                                           |
| 7  | Zeeburgia       | 20 | 6  | 7  | 7  | 32 | 35 | 19  | -3  |                                           |
| 8  | SC Neptunus     | 20 | 7  | 5  | 8  | 30 | 40 | 19  | -10 |                                           |
| 9  | De Volewijckers | 20 | 7  | 4  | 9  | 35 | 34 | 18  | +1  |                                           |
| 10 | HBS Craeyenhout | 20 | 7  | 4  | 9  | 32 | 46 | 18  | -14 |                                           |
| 11 | RFC Rotterdam   | 20 | 4  | 4  | 12 | 29 | 58 | 12  | -29 | Descendido.                               |

PJ = Partidos jugados; PG = Partidos ganados; PE = Partidos empatados; PP = Partidos perdidos; GF = Goles a favor; GC = Goles en contra; Pts = Puntos; DG = Diferencia de goles

### Eerste Klasse Oeste-II
|    | Club                | PJ | PG | PE | PP | GF | GC | Pts | DG  |                                           |
| -- | ------------------- | -- | -- | -- | -- | -- | -- | --- | --- | ----------------------------------------- |
| 1  | HFC EDO             | 21 | 13 | 5  | 3  | 33 | 18 | 31  | +15 | Clasificado al grupo final por el título. |
| 2  | Feijenoord          | 21 | 13 | 3  | 5  | 44 | 21 | 29  | +23 |                                           |
| 3  | DFC                 | 20 | 11 | 4  | 5  | 43 | 27 | 26  | +17 |                                           |
| 4  | DOS                 | 20 | 10 | 4  | 6  | 44 | 29 | 24  | +15 |                                           |
| 5  | DHC                 | 20 | 7  | 6  | 7  | 32 | 41 | 20  | -9  |                                           |
| 6  | Stormvogels         | 20 | 5  | 9  | 6  | 29 | 30 | 19  | -1  |                                           |
| 7  | ADO Den Haag        | 20 | 6  | 7  | 7  | 23 | 31 | 19  | -8  |                                           |
| 8  | Blauw-Wit Amsterdam | 20 | 5  | 6  | 9  | 29 | 31 | 16  | -2  |                                           |
| 9  | DWS                 | 20 | 4  | 7  | 9  | 18 | 31 | 15  | -13 |                                           |
| 10 | Sparta Rotterdam    | 20 | 5  | 4  | 11 | 29 | 40 | 14  | -11 |                                           |
| 11 | SBV Excelsior       | 20 | 3  | 3  | 14 | 17 | 42 | 9   | -25 | Descendido.                               |

PJ = Partidos jugados; PG = Partidos ganados; PE = Partidos empatados; PP = Partidos perdidos; GF = Goles a favor; GC = Goles en contra; Pts = Puntos; DG = Diferencia de goles

### Grupo final por el título
|   | Club          | PJ | PG | PE | PP | GF | GC | Pts | DG |
| - | ------------- | -- | -- | -- | -- | -- | -- | --- | -- |
| 1 | BVV Den Bosch | 10 | 6  | 2  | 2  | 18 | 10 | 14  | +8 |
| 2 | sc Heerenveen | 10 | 6  | 1  | 3  | 26 | 20 | 13  | +6 |
| 3 | Go Ahead      | 10 | 5  | 2  | 3  | 21 | 20 | 12  | +1 |
| 4 | HFC EDO       | 10 | 3  | 4  | 3  | 16 | 19 | 10  | -3 |
| 5 | HFC Haarlem   | 10 | 3  | 0  | 7  | 18 | 22 | 6   | -4 |
| 6 | PSV Eindhoven | 10 | 2  | 1  | 7  | 15 | 23 | 5   | -8 |

PJ = Partidos jugados; PG = Partidos ganados; PE = Partidos empatados; PP = Partidos perdidos; GF = Goles a favor; GC = Goles en contra; Pts = Puntos; DG = Diferencia de goles
|                                   |
| Campeón BVV Den Bosch 1.er título |